# MTV Movie Award a legjobb filmnek
Ez a szócikk az MTV Movie Award a legjobb filmnek kategóriában MTV Movie Awards díjra jelölt filmek listáját tartalmazza.

## Győztesek és jelöltek

### 1990-es évek
| Év   | Magyar cím                                   | Eredeti cím                                 | Rendező                     |
| ---- | -------------------------------------------- | ------------------------------------------- | --------------------------- |
| 1992 | Terminátor 2. – Az ítélet napja              | Terminator 2: Judgment Day                  | James Cameron               |
| 1992 | Lánglovagok                                  | Backdraft                                   | Ron Howard                  |
| 1992 | Fekete vidék                                 | Boyz n the Hood                             | John Singleton              |
| 1992 | JFK – A nyitott dosszié                      | JFK                                         | Oliver Stone                |
| 1992 | Robin Hood, a tolvajok fejedelme             | Robin Hood: Prince of Thieves               | Kevin Reynolds              |
| 1993 | Egy becsületbeli ügy                         | A Few Good Men                              | Rob Reiner                  |
| 1993 | Aladdin                                      | Aladdin                                     | John Musker és Ron Clements |
| 1993 | Elemi ösztön                                 | Basic Instinct                              | Paul Verhoeven              |
| 1993 | Több mint testőr                             | The Bodyguard                               | Mick Jackson                |
| 1993 | Malcolm X                                    | Malcolm X                                   | Spike Lee                   |
| 1994 | Veszélyes elemek                             | Menace II Society                           | Allen és Albert Hughes      |
| 1994 | A szökevény                                  | The Fugitive                                | Andrew Davis                |
| 1994 | Jurassic Park                                | Jurassic Park                               | Steven Spielberg            |
| 1994 | Philadelphia – Az érinthetetlen              | Philadelphia                                | Jonathan Demme              |
| 1994 | Schindler listája                            | Schindler's List                            | Steven Spielberg            |
| 1995 | Ponyvaregény                                 | Pulp Fiction                                | Quentin Tarantino           |
| 1995 | A holló                                      | The Crow                                    | Alex Proyas                 |
| 1995 | Forrest Gump                                 | Forrest Gump                                | Robert Zemeckis             |
| 1995 | Interjú a vámpírral                          | Interview with the Vampire                  | Neil Jordan                 |
| 1995 | Féktelenül                                   | Speed                                       | Jan de Bont                 |
| 1996 | Hetedik                                      | Se7en                                       | David Fincher               |
| 1996 | Apolló 13                                    | Apollo 13                                   | Ron Howard                  |
| 1996 | A rettenthetetlen                            | Braveheart                                  | Mel Gibson                  |
| 1996 | Spinédzserek                                 | Clueless                                    | Amy Heckerling              |
| 1996 | Veszélyes kölykök                            | Dangerous Minds                             | John N. Smith               |
| 1997 | Sikoly                                       | Scream                                      | Wes Craven                  |
| 1997 | A függetlenség napja                         | Independence Day                            | Roland Emmerich             |
| 1997 | Jerry Maguire – A nagy hátraarc              | Jerry Maguire                               | Cameron Crowe               |
| 1997 | A szikla                                     | The Rock                                    | Michael Bay                 |
| 1997 | Rómeó + Júlia                                | Romeo + Juliet                              | Baz Luhrmann                |
| 1998 | Titanic                                      | Titanic                                     | James Cameron               |
| 1998 | Szőr Austin Powers: Őfelsége titkolt ügynöke | Austin Powers: International Man of Mystery | Jay Roach                   |
| 1998 | Ál/Arc                                       | Face/Off                                    | John Woo                    |
| 1998 | Good Will Hunting                            | Good Will Hunting                           | Gus Van Sant                |
| 1998 | Men in Black – Sötét zsaruk                  | Men in Black                                | Barry Sonnenfeld            |
| 1999 | Keresd a nőt!                                | There's Something About Mary                | Farrelly testvérek          |
| 1999 | Armageddon                                   | Armageddon                                  | Michael Bay                 |
| 1999 | Ryan közlegény megmentése                    | Saving Private Ryan                         | Steven Spielberg            |
| 1999 | Szerelmes Shakespeare                        | Shakespeare in Love                         | John Madden                 |
| 1999 | Truman Show                                  | The Truman Show                             | Peter Weir                  |

### 2000-es évek
| Év   | Magyar cím                                                   | Eredeti cím                                            | Rendező                          |
| ---- | ------------------------------------------------------------ | ------------------------------------------------------ | -------------------------------- |
| 2000 | Mátrix                                                       | The Matrix                                             | Wachowski testvérek              |
| 2000 | Amerikai szépség                                             | American Beauty                                        | Sam Mendes                       |
| 2000 | Amerikai pite                                                | American Pie                                           | Chris és Paul Weitz              |
| 2000 | KicsiKÉM – Austin Powers 2.                                  | Austin Powers: The Spy Who Shagged Me                  | Jay Roach                        |
| 2000 | Hatodik érzék                                                | The Sixth Sense                                        | M. Night Shyamalan               |
| 2001 | Gladiátor                                                    | Gladiator                                              | Ridley Scott                     |
| 2001 | Tigris és sárkány                                            | Crouching Tiger, Hidden Dragon                         | Ang Lee                          |
| 2001 | Erin Brockovich – Zűrös természet                            | Erin Brockovich                                        | Steven Soderbergh                |
| 2001 | Hannibal                                                     | Hannibal                                               | Ridley Scott                     |
| 2001 | X-Men – A kívülállók                                         | X-Men                                                  | Bryan Singer                     |
| 2002 | A Gyűrűk Ura: A Gyűrű Szövetsége                             | The Lord of the Rings: The Fellowship of the Ring      | Peter Jackson                    |
| 2002 | A Sólyom végveszélyben                                       | Black Hawk Down                                        | Ridley Scott                     |
| 2002 | Halálos iramban                                              | The Fast and the Furious                               | Rob Cohen                        |
| 2002 | Doktor Szöszi                                                | Legally Blonde                                         | Robert Luketic                   |
| 2002 | Shrek                                                        | Shrek                                                  | Andrew Adamson és Vicky Jenson   |
| 2003 | A Gyűrűk Ura: A két torony                                   | The Lord of the Rings: The Two Towers                  | Peter Jackson                    |
| 2003 | 8 mérföld                                                    | 8 Mile                                                 | Curtis Hanson                    |
| 2003 | Birkanyírás                                                  | Barbershop                                             | Tim Story                        |
| 2003 | A kör                                                        | The Ring                                               | Gore Verbinski                   |
| 2003 | Pókember                                                     | Spider-Man                                             | Sam Raimi                        |
| 2004 | A Gyűrűk Ura: A király visszatér                             | The Lord of the Rings: The Return of the King          | Peter Jackson                    |
| 2004 | Az 50 első randi                                             | 50 First Dates                                         | Peter Segal                      |
| 2004 | Némó nyomában                                                | Finding Nemo                                           | Andrew Stanton                   |
| 2004 | A Karib-tenger kalózai: A Fekete Gyöngy átka                 | Pirates of the Caribbean: The Curse of the Black Pearl | Gore Verbinski                   |
| 2004 | X-Men 2.                                                     | X2: X-Men United                                       | Bryan Singer                     |
| 2005 | Nevetséges Napóleon                                          | Napoleon Dynamite                                      | Jared Hess                       |
| 2005 | A Hihetetlen család                                          | The Incredibles                                        | Brad Bird                        |
| 2005 | Kill Bill 2.                                                 | Kill Bill: Volume 2                                    | Quentin Tarantino                |
| 2005 | Ray                                                          | Ray                                                    | Taylor Hackford                  |
| 2005 | Pókember 2.                                                  | Spider-Man 2                                           | Sam Raimi                        |
| 2006 | Ünneprontók ünnepe                                           | Wedding Crashers                                       | David Dobkin                     |
| 2006 | 40 éves szűz                                                 | The 40-Year-Old Virgin                                 | Judd Apatow                      |
| 2006 | Batman: Kezdődik!                                            | Batman Begins                                          | Christopher Nolan                |
| 2006 | King Kong                                                    | King Kong                                              | Peter Jackson                    |
| 2006 | Sin City – A bűn városa                                      | Sin City                                               | Robert Rodríguez és Frank Miller |
| 2007 | A Karib-tenger kalózai: Holtak kincse                        | Pirates of the Caribbean: Dead Man's Chest             | Gore Verbinski                   |
| 2007 | 300                                                          | 300                                                    | Zack Snyder                      |
| 2007 | Jégi dicsőségünk                                             | Blades of Glory                                        | Josh Gordon és Will Speck        |
| 2007 | Borat: Kazah nép nagy fehér gyermeke menni művelődni Amerika | Borat                                                  | Larry Charles                    |
| 2007 | A család kicsi kincse                                        | Little Miss Sunshine                                   | Jonathan Dayton és Valerie Faris |
| 2008 | Transformers                                                 | Transformers                                           | Michael Bay                      |
| 2008 | Legenda vagyok                                               | I Am Legend                                            | Francis Lawrence                 |
| 2008 | Juno                                                         | Juno                                                   | Jason Reitman                    |
| 2008 | A nemzet aranya: Titkok könyve                               | National Treasure: Book of Secrets                     | Jon Turteltaub                   |
| 2008 | A Karib-tenger kalózai: A világ végén                        | Pirates of the Caribbean: At World's End               | Gore Verbinski                   |
| 2008 | Superbad, avagy miért ciki a szex?                           | Superbad                                               | Greg Mottola                     |
| 2009 | Alkonyat                                                     | Twilight                                               | Catherine Hardwicke              |
| 2009 | A sötét lovag                                                | The Dark Knight                                        | Christopher Nolan                |
| 2009 | High School Musical 3. – Végzősök                            | High School Musical 3: Senior Year                     | Kenny Ortega                     |
| 2009 | A Vasember                                                   | Iron Man                                               | Jon Favreau                      |
| 2009 | Gettómilliomos                                               | Slumdog Millionaire                                    | Danny Boyle                      |

### 2010-es évek
| Év   | Magyar cím                                  | Eredeti cím                                   | Rendező                                         |
| ---- | ------------------------------------------- | --------------------------------------------- | ----------------------------------------------- |
| 2010 | Alkonyat – Újhold                           | The Twilight Saga: New Moon                   | Chris Weitz                                     |
| 2010 | Alice Csodaországban                        | Alice in Wonderland                           | Tim Burton                                      |
| 2010 | Avatar                                      | Avatar                                        | James Cameron                                   |
| 2010 | Másnaposok                                  | The Hangover                                  | Todd Phillips                                   |
| 2010 | Harry Potter és a Félvér Herceg             | Harry Potter and the Half-Blood Prince        | David Yates                                     |
| 2011 | Alkonyat – Napfogyatkozás                   | The Twilight Saga: Eclipse                    | David Slade                                     |
| 2011 | Fekete hattyú                               | Black Swan                                    | Darren Aronofsky                                |
| 2011 | Harry Potter és a Halál ereklyéi 1.         | Harry Potter and the Deathly Hallows – Part 1 | David Yates                                     |
| 2011 | Eredet                                      | Inception                                     | Christopher Nolan                               |
| 2011 | Social Network – A közösségi háló           | The Social Network                            | David Fincher                                   |
| 2012 | Alkonyat: Hajnalhasadás – 1. rész           | The Twilight Saga: Breaking Dawn – Part 1     | Bill Condon                                     |
| 2012 | Koszorúslányok                              | Bridesmaids                                   | Paul Feig                                       |
| 2012 | Harry Potter és a Halál ereklyéi 2.         | Harry Potter and the Deathly Hallows – Part 2 | David Yates                                     |
| 2012 | A segítség                                  | The Help                                      | Tate Taylor                                     |
| 2012 | Az éhezők viadala                           | The Hunger Games                              | Gary Ross                                       |
| 2013 | Bosszúállók                                 | The Avengers                                  | Joss Whedon                                     |
| 2013 | A sötét lovag – Felemelkedés                | The Dark Knight Rises                         | Christopher Nolan                               |
| 2013 | Django elszabadul                           | Django Unchained                              | Quentin Tarantino                               |
| 2013 | Napos oldal                                 | Silver Linings Playbook                       | David O. Russell                                |
| 2013 | Ted                                         | Ted                                           | Seth MacFarlane                                 |
| 2014 | Az éhezők viadala: Futótűz                  | The Hunger Games: Catching Fire               | Francis Lawrence                                |
| 2014 | 12 év rabszolgaság                          | 12 Years a Slave                              | Steve McQueen                                   |
| 2014 | Amerikai botrány                            | American Hustle                               | David O. Russell                                |
| 2014 | A hobbit: Smaug pusztasága                  | The Hobbit: The Desolation of Smaug           | Peter Jackson                                   |
| 2014 | A Wall Street farkasa                       | The Wolf of Wall Street                       | Martin Scorsese                                 |
| 2015 | Csillagainkban a hiba                       | The Fault in Our Stars                        | Josh Boone                                      |
| 2015 | Amerikai mesterlövész                       | American Sniper                               | Clint Eastwood                                  |
| 2015 | Sráckor                                     | Boyhood                                       | Richard Linklater                               |
| 2015 | Holtodiglan                                 | Gone Girl                                     | David Fincher                                   |
| 2015 | A galaxis őrzői                             | Guardians of the Galaxy                       | James Gunn                                      |
| 2015 | Az éhezők viadala: A kiválasztott – 1. rész | The Hunger Games: Mockingjay – Part 1         | Francis Lawrence                                |
| 2015 | Selma                                       | Selma                                         | Ava DuVernay                                    |
| 2015 | Whiplash                                    | Whiplash                                      | Damien Chazelle                                 |
| 2016 | Star Wars VII. rész – Az ébredő Erő         | Star Wars: The Force Awakens                  | J. J. Abrams                                    |
| 2016 | Bosszúállók: Ultron kora                    | Avengers: Age of Ultron                       | Joss Whedon                                     |
| 2016 | Creed: Apollo fia                           | Creed                                         | Ryan Coogler                                    |
| 2016 | Deadpool                                    | Deadpool                                      | Tim Miller                                      |
| 2016 | Jurassic World                              | Jurassic World                                | Colin Trevorrow                                 |
| 2016 | Egyenesen Comptonból                        | Straight Outta Compton                        | F. Gary Gray                                    |
| 2017 | A szépség és a szörnyeteg                   | Beauty and the Beast                          | Bill Condon                                     |
| 2017 | Egy magányos tinédzser                      | The Edge of Seventeen                         | Kelly Fremon Craig                              |
| 2017 | Tűnj el!                                    | Get Out                                       | Jordan Peele                                    |
| 2017 | Logan – Farkas                              | Logan                                         | James Mangold                                   |
| 2017 | Zsivány Egyes – Egy Star Wars-történet      | Rogue One: A Star Wars Story                  | Gareth Edwards                                  |
| 2018 | Fekete Párduc                               | Black Panther                                 | Ryan Coogler                                    |
| 2018 | Bosszúállók: Végtelen háború                | Avengers: Infinity War                        | Anthony és Joe Russo                            |
| 2018 | Csajtúra                                    | Girls Trip                                    | Malcolm D. Lee                                  |
| 2018 | Az                                          | It                                            | Andy Muschietti                                 |
| 2018 | Wonder Woman                                | Wonder Woman                                  | Patty Jenkins                                   |
| 2019 | Bosszúállók: Végjáték                       | Avengers: Endgame                             | Anthony és Joe Russo                            |
| 2019 | Csuklyások – BlacKkKlansman                 | BlacKKKlansman                                | Spike Lee                                       |
| 2019 | Pókember: Irány a Pókverzum!                | Spider-Man: Into the Spider-Verse             | Bob Persichetti, Peter Ramsey és Rodney Rothman |
| 2019 | A fiúknak, akiket valaha szerettem          | To All the Boys I've Loved Before             | Susan Johnson                                   |
| 2019 | Mi                                          | Us                                            | Jordan Peele                                    |

### 2020-as évek
| Év   | Magyar cím                         | Eredeti cím                               | Rendező                                |
| ---- | ---------------------------------- | ----------------------------------------- | -------------------------------------- |
| 2021 | A fiúknak – Örökkön örökké         | To All the Boys: Always and Forever       | Michael Fimognari                      |
| 2021 | Borat utólagos mozifilm            | Borat Subsequent Moviefilm                | Jason Woliner                          |
| 2021 | Júdás és a fekete messiás          | Judas and the Black Messiah               | Shaka King                             |
| 2021 | Ígéretes fiatal nő                 | Promising Young Woman                     | Emerald Fennell                        |
| 2021 | Lelki ismeretek                    | Soul                                      | Pete Docter                            |
| 2022 | Pókember: Nincs hazaút             | Spider-Man: No Way Home                   | Jon Watts                              |
| 2022 | Dűne                               | Dune                                      | Denis Villeneuve                       |
| 2022 | Sikoly                             | Scream                                    | Matt Bettinelli-Olpin és Tyler Gillett |
| 2022 | Shang-Chi és a tíz gyűrű legendája | Shang-Chi and the Legend of the Ten Rings | Destin Daniel Cretton                  |
| 2022 | Az Adam-projekt                    | The Adam Project                          | Shawn Levy                             |
| 2022 | Batman                             | The Batman                                | Matt Reeves                            |
| 2023 | Sikoly VI.                         | Scream VI                                 | Matt Bettinelli-Olpin és Tyler Gillett |
| 2023 | Avatar: A víz útja                 | Avatar: The Way of Water                  | James Cameron                          |
| 2023 | Fekete Párduc 2.                   | Black Panther: Wakanda Forever            | Ryan Coogler                           |
| 2023 | Elvis                              | Elvis                                     | Baz Luhrmann                           |
| 2023 | Nem                                | Nope                                      | Jordan Peele                           |
| 2023 | Top Gun: Maverick                  | Top Gun: Maverick                         | Joseph Kosinski                        |

## Fordítás
- Ez a szócikk részben vagy egészben  a   MTV Movie Award for Movie of the Year című angol Wikipédia-szócikk fordításán alapul.  Az eredeti cikk szerkesztőit annak laptörténete sorolja fel. Ez a jelzés csupán a megfogalmazás eredetét és a szerzői jogokat jelzi, nem szolgál a cikkben szereplő információk forrásmegjelöléseként.